# Thể dục nghệ thuật
Thể dục nghệ thuật là một bộ môn thể dục dụng cụ trong đó các vận động viên biểu diễn nhiều động tác (mỗi động tác trong khoảng 30 tới 90 giây) với nhiều dụng cụ khác nhau. Thể dục nghệ thuật chịu sự quản lý của Fédération Internationale de Gymnastique (FIG), tổ chức chịu trách nhiệm soạn hệ thống tính điểm và điều hành các cuộc thi đấu quốc tế cấp cao nhất. Ở từng quốc gia, thể dục dụng cụ được các liên đoàn thể dục quốc gia quản lý, ví dụ như British Gymnastics tại Anh Quốc và USA Gymnastics tại Hoa Kỳ. Thể dục nghệ thuật là một thể thao thu hút nhiều khán giả tại các kỳ Thế vận hội Mùa hè và nhiều đấu trường quốc tế khác.

## Lịch sử

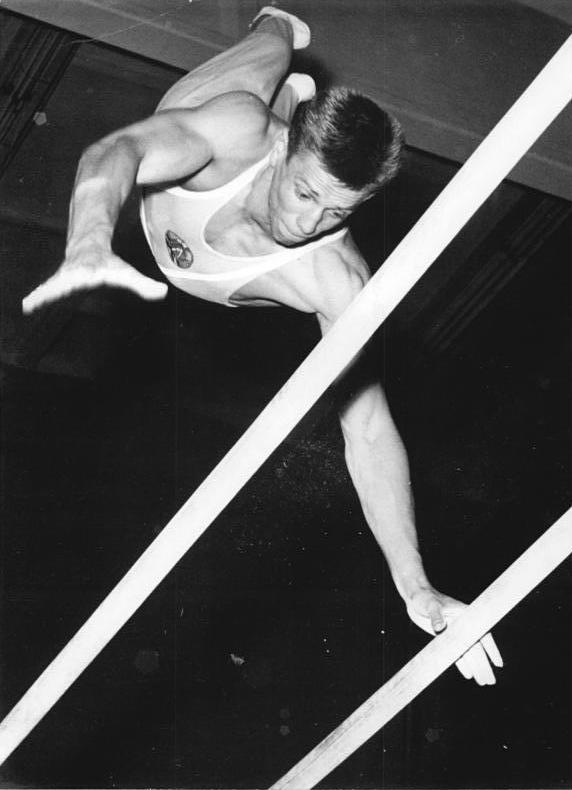
Một vận động viên biểu diễn xà kép vào năm 1962.

Hệ thống các môn thể dục được đề cập trong các tác phẩm của các tác giả cổ đại như Hómēros, Aristoteles, và Platon. Hệ thống này bao gồm nhiều bộ môn sau này trở thành các môn thể thao riêng biệt hoàn toàn như bơi lội, đua, đấu vật, quyền Anh, và cưỡi ngựa, cũng được dùng để tập luyện trong quân ngũ. Thể dục dụng cụ ngày nay có nguồn gốc từ Bohemia đầu thế kỷ 19 và nay là Đức, và thuật ngữ "thể dục nghệ thuật" được dùng để phân biệt phong cách biểu diễn tự do với phong cách trong quân sự. Nhà giáo người Đức Friedrich Ludwig Jahn, cha đẻ của bộ môn, đã phát minh ra nhiều loại dụng cụ, trong đó có xà đơn và xà kép. Hai trong số các câu lạc bộ thể dục nghệ đầu tiên là Turnvereins và Sokols.
FIG được thành lập năm 1881 và duy trì vị thế tổ chức điều hành thể dục dụng cụ. Ban đầu tổ chức chỉ gồm ba nước thành viên và tới năm 1921 vẫn được gọi là Liên đoàn Thể dục dụng cụ châu Âu, trước khi các quốc gia ngoài châu Âu đầu tiên gia nhập và được tái cơ cấu như ngày nay. Thể dục dụng cụ có tên trong chương trình Thế vận hội Mùa hè 1896, nhưng phụ nữ chỉ được tham dự từ Thế vận hội 1928. Giải vô địch thế giới được tổ chức từ năm 1903 cũng phải tới năm 1934 mới cho các vận động viên nữ tham dự. Kể từ đây, hai nhánh thể dục nghệ thuật ra đời: thể dục nghệ thuật nữ (WAG) và thể dục nghệ thuật nam (MAG). Không giống như các môn thể thao khác, WAG và MAG khác nhau gần như hoàn toàn về dụng cụ và kỹ thuật.

## Các nội dung và dụng cụ
Cả nam và nữ đều được đều được đánh giá trong tất cả các nội dung biểu diễn, độ khó, và các kỹ năng trình diễn tổng thể.

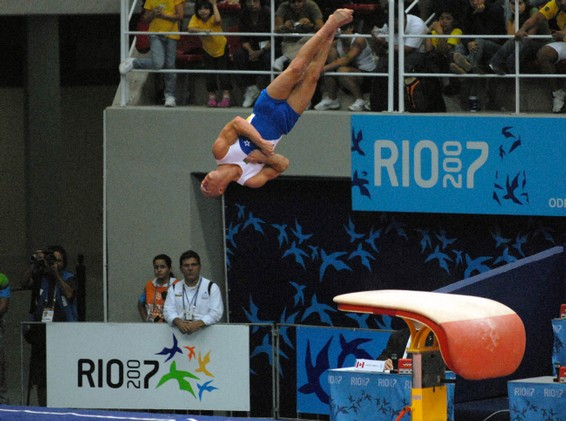
Diego Hypólito thực hiện động tác nhảy ngựa tại Đại hội Thể thao Liên châu Mỹ 2007.

Nhảy ngựaNhảy ngựa hay nhảy chống là nội dung chung của cả nam và nữ và hầu như không có sự khác biệt. Vận động viên sẽ chạy nước rút trên một đường chạy dài tối đa 25 mét (82 ft), rồi nhảy lên một ván nhún. Tận dụng sức bật từ ván nhún, vận động viên dùng tay chống lên một chướng ngại vật cao gọi là "ngựa", xoay một vòng và tiếp đất ở bên kia của ngựa. Trong thể dục dụng cụ nâng cao, vận động viên có thể sử dụng nhiều cú xoắn và salto trước khi tiếp đất. Một cú nhảy thành công phụ thuộc vào tốc độ chạy, độ cao của chướng ngại vật, sức mạnh từ chân và vai của vận động viên, nhận thức về vận động trên không và tốc độ xoay vòng.

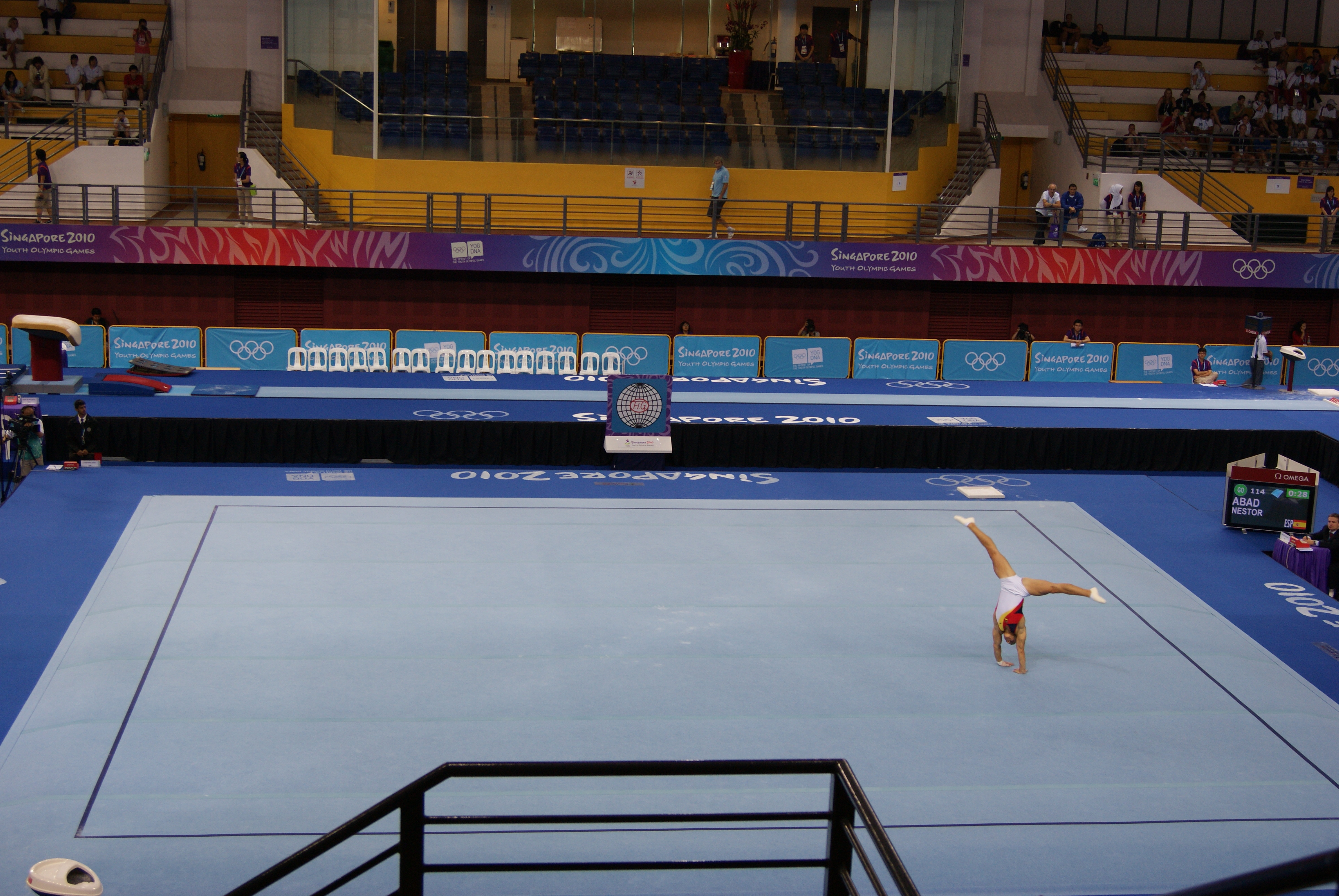
Bài thi sàn của Néstor Abad năm 2010.

Bài thi sànNội dung sàn diễn ra trên sàn vuông rộng 12 nhân 12 mét (39 ft × 39 ft), làm từ các hạt xốp cứng trên một lớp gỗ dán, dưới được đỡ bởi lò xo hoặc các khối bọt. Bề mặt sàn cho phép vận động viên bật nhảy cao hơn và tiếp đất nhẹ hơn. Các vận động viên thực hiện một loạt các động tác động tác nhào lộn ngang qua sàn (tumbling pass) để chứng tỏ sự linh hoạt, sức mạnh và thăng bằng. Ngoài ra vận động viên còn phải thể hiện các kỹ năng khác như quay ngựa, scale, và trồng chuối. Các động tác trong bài thi sàn của nam thường có nhiều cú nhào lộn qua lại trong khoảng 60 tới 70 giây, và nam biểu diễn không cần nhạc (nữ phải có nhạc). Luật yêu cầu các vận động viên phải tới mỗi góc của sàn ít nhất một lần trong bài thi của mình. Các vận động viên nữ biểu diễn bài thi đã được biên đạo trước kéo dài 90 giây trên nền nhạc không lời.

### Của riêng nam
Ngựa tay quayMột bài thi ngựa tay quay bao gồm cả kỹ năng bằng một chân và hai chân. Các kỳ năng một chân chủ yếu được dùng trong các động tác xoay cắt kéo. Tuy nhiên các kĩ năng hai chân mới là nhân tố chính của bài thi này. Vận động viên sẽ vung hai chân theo chuyển động tròn (thuận hoặc ngược chiều kim đồng hồ tùy thói quen) và thể hiện động tác này ở tất cả các phần của dụng cụ.
Vòng treoVòng treo được mắc vào dây cáp được cố định từ độ cao 5,8 mét (19 ft) so với sàn và được đặt ở độ cao đủ để vận động viên thực hiện các động tác trên không. Vận động viên phải thể hiện các động tác cho thấy khả năng thăng bằng, sức mạnh, nội lực, và chuyển động năng động đồng thời ngăn không cho vòng treo bị đung đưa.

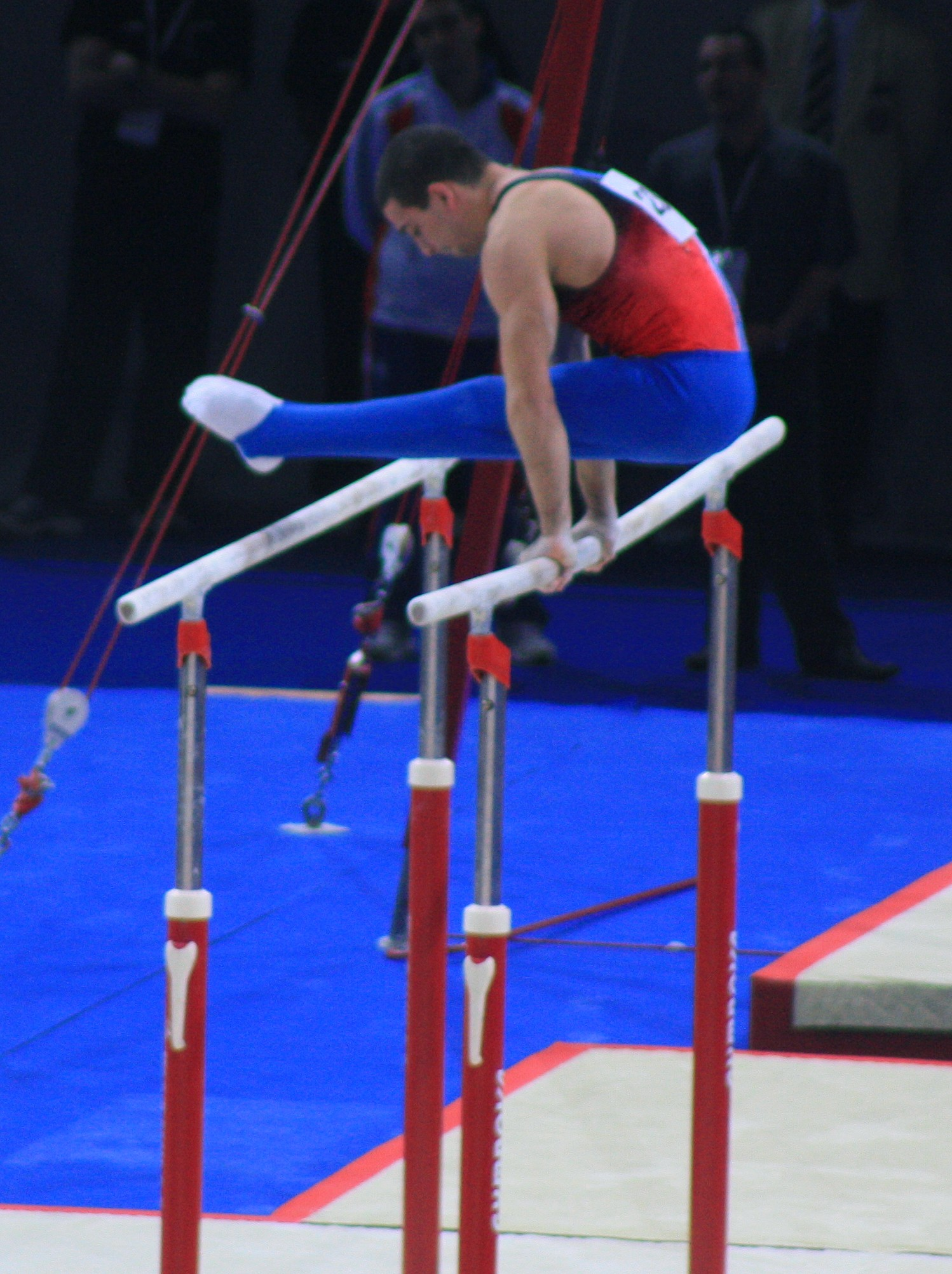
Yann Cucherat thực hiện bài xà kép năm 2010.

Xà képVận động viên thực hiện trên hai thanh xà đặt song song rộng hơn vai có độ cao 1,75 mét (5 ft 9 in) và thực hiện nhiều động tác đu, thăng bằng, và thả mình, yêu cầu sức mạnh, sự phối kết hợp và độ chính xác cao.
Xà đơnVận động viên đu trên một thanh xà thép dày 2,4 xentimét (0,94 in) ở độ cao 2,5 mét (8 ft 2 in) so với khu vực tiếp đất. Người ta sẽ thực hiện các động tác quay vòng quanh xà, thả mình, vặn mình và chuyển hướng. Nhờ tận dụng mômen lớn từ các cú quay vòng quanh xà, vận động viên có thể thực hiện các động tác kết thúc bài thi ngoạn mục, ví dụ như triple-back salto. Grip bằng da thường được các vận động viên sử dụng để dùy trì khả năng bám trên xà.

### Của riêng nữ

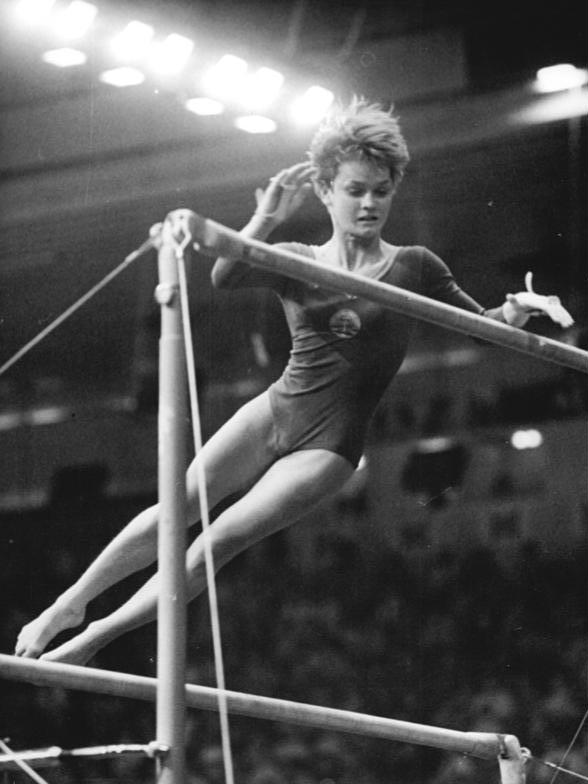
Karin Janz với xà lệch.

Xà lệchvận động viên luân chuyển qua lại giữa hai thanh xà ngang có độ cao và chiều rộng khác nhau. Vận động viên thực hiện các động tác đu mình, quay lộn, chuyển xà, và thả mình và các động tác phải trải qua động tác trồng chuối. Thông thường người ta sẽ lên xà thấp trước.
Các vận động viên ở trình độ cao luôn đeo grip da để nắm chắc hơn cũng như để bảo vệ bàn tay không bị phồng rộp hay rách da. Các vận động viên thường làm ướt grip bằng bình xịt và có thể bôi bột phấn vào grip để không bị trơn tay.
Cầu thăng bằngVận động viên thể hiện các động tác được biên đạo trước trong 70 tới 90 giây như bật nhảy, nhào lộn, xoay vòng trên một thanh rầm có đệm lò xo. Tiêu chuẩn của Liên đoàn thể dục dụng cụ quốc tế dành cho cầu thăng bằng là cao 125 xentimét (49 in), dài 500 xentimét (200 in), và rộng 10 xentimét (3,9 in). Nội dung này yêu cầu khả năng thăng bằng, linh hoạt và sức mạnh.

## Thể thức thi đấu

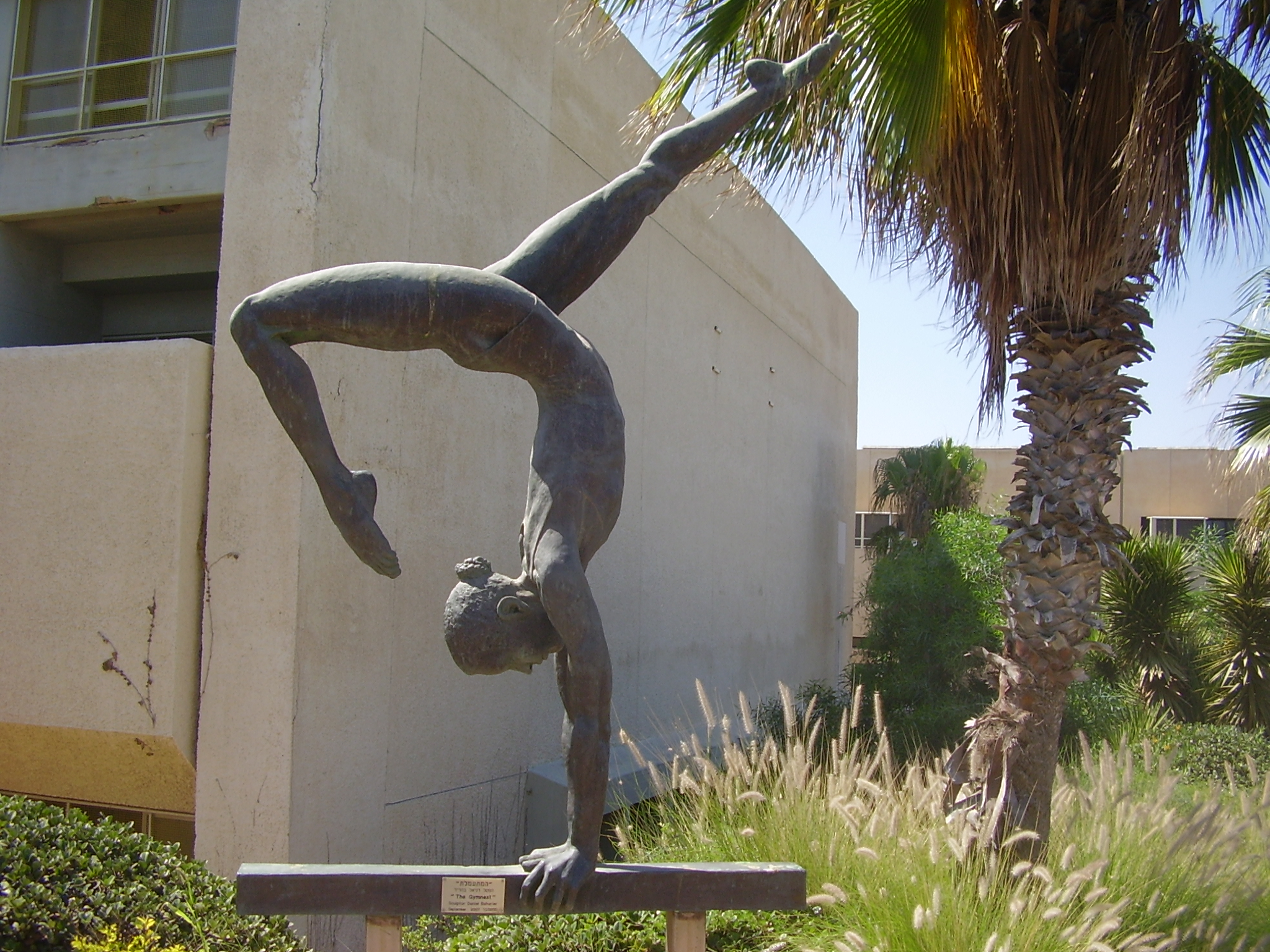
Tượng vận động viên thể dục tại Viện Wingate, Israel.

Hiện nay, tại Thế vận hội hoặc các giải vô địch thế giới, quá trình thi đấu diễn ra trong nhiều đợt và nhiều ngày khác nhau: vòng loại, chung kết đồng đội, chung kết toàn năng và chung kết giải đấu.
Tại vòng loại (ký hiệu là TQ), các vận động viên thi đấu với đội tuyển quốc gia của mình trong cả bốn (nữ) hoặc sáu (nam) dụng cụ. Điểm số trong vòng thi này không được dùng để xếp hạng huy chương, nhưng được dùng để xác định đội tiến vào chung kết đồng đội và các vận động viên tiến vào chung kết toàn năng và chung kết giải đấu. Thể thức của vòng thi này hiện tại là 5-4-3, nghĩa là năm vận động viên trong một đội, mỗi nội dung có bốn người tham gia, và sẽ tính điểm của ba người. Các vận động viên cũng thi đấu với tư cách cá nhân để giành quyền vào vòng chung kết toàn năng và chung kết giải đấu.
Tại vòng chung kết đồng đội (ký hiệu là TF), các vận động viên thi đấu với đội tuyển quốc gia của mình trong cả bốn/sáu dụng cụ. Điểm số vòng này được sử dụng để trao huy chương đồng đội. Thể thức hiện tại là 5-3-3, tức là năm vận động viên trong một đội, mỗi nội dung có ba người tham gia, và sẽ tính điểm của ba người.
Tại chung kết toàn năng (ký hiệu là AA), các vận động viên thi đấu với tư cách cá nhân và biểu diễn trong cả bốn/sáu dụng cụ. Điểm số của họ trong cả bốn/sáu nội dung này được tính tổng và ba người nhận huy chương là ba người có tổng điểm cao nhất. Mỗi quốc gia chỉ có tối đá hai vận động viên dự chung kết toàn năng.
Tại các trận chung kết nội dung (ký hiệu là EF), tám vận động viên có số điểm cao nhất ở mỗi nội dung dự tranh huy chương cho nội dung đó. Mỗi quốc gia chỉ có tối đá hai vận động viên dự mỗi nội dung.